# Stazione di Tassinare
La stazione di Tassinare o Casello Tassinare è stata una fermata ferroviaria posta lungo la ex linea ferroviaria a scartamento ridotto Spoleto-Norcia, era situato nel comune di Sant'Anatolia di Narco.

## Storia
La fermata fu inaugurata insieme alla linea il 1º novembre 1926 e rimase attiva fino al 31 luglio 1968.

## Strutture e impianti
La fermata era dotata da un fabbricato viaggiatori e dal solo binario di circolazione. L'ex fabbricato viaggiatori è in stato di abbandono; il sedime del binario riattato a pista ciclabile.